# Herrestads härads tingslag
Herrestads härads tingslag var före 1878 ett tingslag i Malmöhus län i Vemmenhögs, Ljunits och Herrestads häraders domsaga. Tingsplatsen var Stora Herrestad.
Tingslaget omfattade Herrestads härad. 
Tingslaget uppgick 1878 i Vemmenhögs, Ljunits och Herrestads häraders tingslag.